# Trem Bala (canção)
"Trem Bala" é uma canção da cantora e compositora brasileira Ana Vilela. Seu lançamento oficial nas plataformas digitais em formato de Extended Play ocorreu no dia 12 de maio de 2017 pelo selo Slap Música da Som Livre. O single inclui a versão de estúdio e acústica com participação do cantor Luan Santana.
A canção é considerada um verdadeiro fenômeno da internet, onde foi regravada por várias personalidades de grande visibilidade, como Gisele Bundchen, Padre Fábio de Melo, a atriz e cantora mexicana Lucero, Daniel com a atriz Larissa Manoela, além de covers de YouTubers famosos na internet. Ao todo, a canção obteve outros 11 remixes de diferentes gêneros musicais, se tornando uma canção "queridinha" entre os produtores de músicas no Brasil, para promoverem seus trabalhos de produção musical.
Em 2017, a canção foi indicada para categoria 'Hit do Ano', no Meus Prêmios Nick 2017. No mesmo ano, foi o hino da comemoração dos 20 anos do Teleton e da campanha deste ano.

## Antecedentes
A canção foi lançada de forma não oficial (sem uma gravadora) pela própria Ana Vilela em seu canal no YouTube em outubro de 2016. Em uma entrevista para Marília Neves, do portal G1, a cantora revelou que a canção foi lançada de forma despretensiosa na internet, e descobriu o grande sucesso da canção no dia de seu vestibular. A canção foi composta pela própria Ana Vilela após um término de um relacionamento, e compartilhou a música em um pequeno grupo entre amigos na internet, e disse que não era para ter sido divulgada, já que era uma coisa bem pessoal.

## Lançamento e Repercussão
Com a grande repercussão da canção, Trem Bala foi tema para a campanha do dia das Mães, do Banco do Brasil. E também ganhou um vídeo clipe não oficial produzido pelo Shopping Bourbon, de São Paulo. Porém por conta dos direitos autorais da gravadora, o vídeo foi removido do canal do shopping. Ana Vilela cantou pela primeira vez a canção durante o programa do Caldeirão do Huck, ao lado de seu ídolo Luan Santana. O vídeo da canção no canal oficial da Rede Globo no YouTube, possui 30 milhões de execuções.
Com o tamanho sucesso, e uma letra muito sensível e realista, a música veio chamando atenção de várias personalidades brasileiras, como a exemplo de Gisele Bündchen, que cantou um trecho da canção e postou em sua página do Instagram, o vídeo de Gisele obteve mais de 3 milhões de visualizações e milhares de comentários de seus seguidores brasileiros e de todo o mundo, dando assim, maior visibilidade ao trabalho da cantora. Padre Fábio de Melo, também cantor, regravou uma versão da música e publicou em sua conta na plataforma VEVO, onde o mesmo sofreu algumas represálias de haters, onde diziam que o mesmo estaria "se beneficiando" do momento da canção, para se promover. Por conta da controvérsia, Ana Vilela escreveu uma carta aberta em seu Instagram, informando que autorizou a regravação do Padre, e que amou sua versão.

## Videoclipe
O vídeo oficial da canção foi lançado no dia 03 de julho de 2017 pela SLAP, as gravações ocorreram em uma casa em Guaratiba, na Zona Oeste do Rio de Janeiro. Contou com direção de Victoria Mendonça O vídeo com poucos dias já atingiu a marca de 1 milhão de plays, em 2 meses alcançou a incrível marca de 13 milhões de visualizações, mesmo depois de 8 meses da canção ter sido divulgada na web pelo primeiro vídeo caseiro de Ana, que também soma o número de 13 milhões.

## Detalhes
Extended Play (Oficial)
1. "Trem Bala"  feat. Luan Santana - 02:56
2. "Trem Bala"  Studio Edition  - 03:00

Remixes 
1. Trem-Bala (Versão dia das Mães) - 02:56
2. Trem-Bala  feat. JetLag - 05:26
3. Trem-Bala  feat. Vintage Culture e JØRD Remix - 05:02

## Prêmios e indicações
| Ano  | Prêmio            | Categoria            | Resultado |
| ---- | ----------------- | -------------------- | --------- |
| 2017 | Melhores do Ano   | Música do Ano        | Indicado  |
| 2017 | Meus Prêmios Nick | Hit do Ano do Brasil | Indicado  |

## Livro
Ana Vilela estava envolvida em projetos sociais antes mesmo de sua fama nacional, ela conta na entrevista ao Portal G1 que era professora de percussão para crianças em um Projeto Social de Londrina. Aproveitando a grande visibilidade da música, Ana abriu um crowdfunding para ter fundos para o lançamento do projeto que leva o mesmo nome da canção, e foi editado e lançado pela Editora Voo em parceria com Fundação Playing For Change Brasil, onde cada livro vendido, vai viabilizar uma aula de música para uma criança atendida pela Fundação. 
A obra conta com ilustrações de Anna Cunha, com traços delicadas para os versos da canção de Ana. 

## Outras versões
A versão gravada pelo cantor brasileiro Daniel com participação da cantora brasileira Larissa Manoela, foi lançada em 12 de agosto de 2019.
Talita Caldas criou uma paródia da música chamada "Trem da Corrupção".